# 惠民路站
惠民路站位于中华人民共和国浙江省温州市鹿城区月乐西街北侧，是温州轨道交通S1线的一座中间站，该站于2019年1月23日投入运营。

## 结构

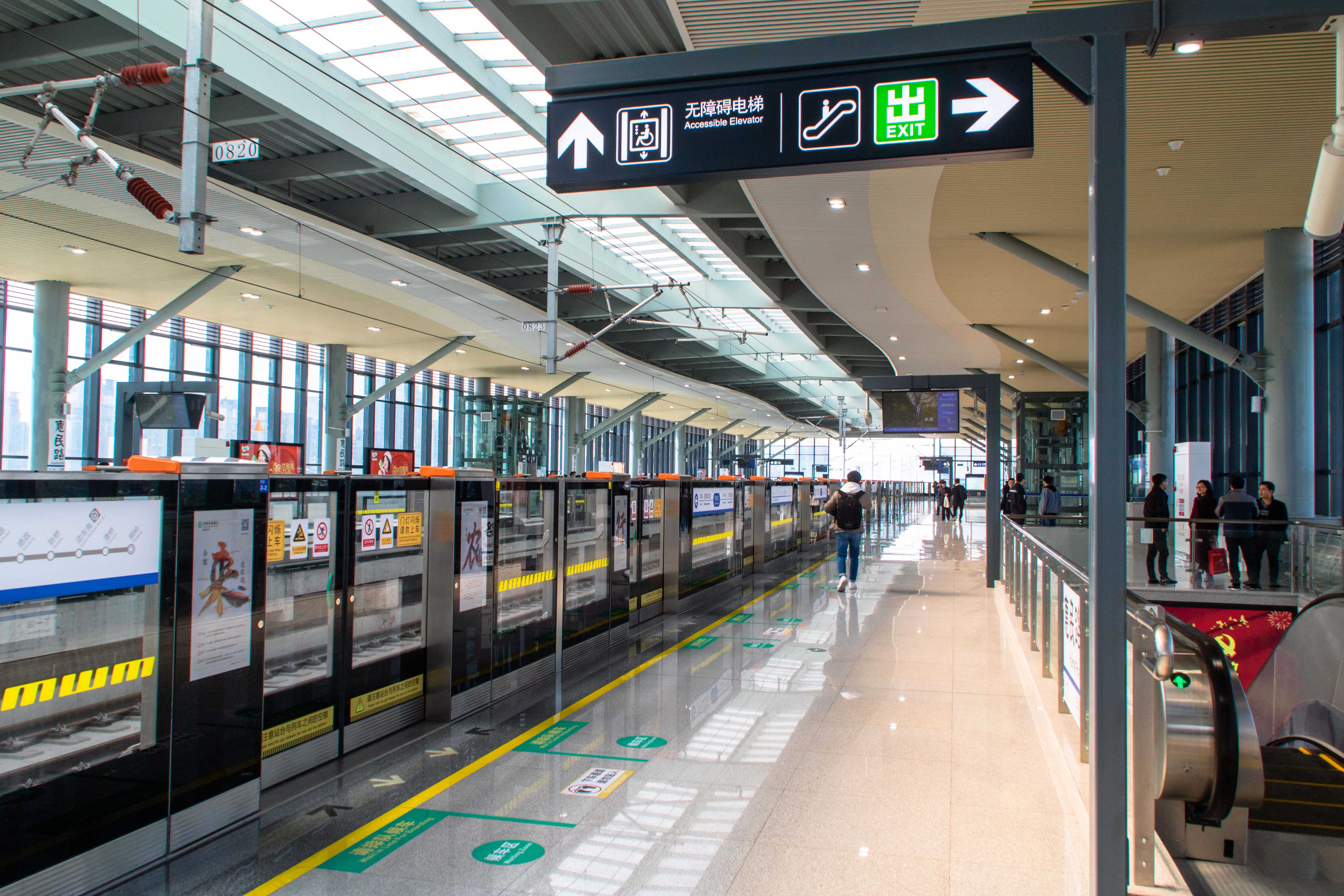
站台

### 楼层分布
侧式站台2面2线高架车站。
| 2F | 侧式站台，左边车门将会开启 | 侧式站台，左边车门将会开启                               |
| 2F | █ S1线往双瓯大道           |                                                          |
| 2F | █ S1线往桐岭               |                                                          |
| 2F | 侧式站台，左边车门将会开启 |                                                          |
| 1F | 站厅层                     | 闸机、客服中心、卫生间（非付费区出入口4附近）、出入口1-4 |

## 出入口
惠民路站设有4座出口。
| 出入口编号 | 可前往目的地                 |
| ---------- | ---------------------------- |
| 1          | 温州大道（东）、三友路（北） |
| 2          | 温州大道（西）、惠民路（北） |
| 3          | 月乐西街（西）、惠民路（南） |
| 4          | 月乐西街（东）、三友路（南） |